# TBS (アメリカのテレビジョン放送)
TBSは、アメリカ合衆国のワーナー・ブラザース・ディスカバリー傘下のワーナー・ブラザース・ディスカバリー・グローバル・リニア・ネットワークスが運営するチャンネル。ターナー・ブロードキャスティング・システム（Turner Broadcasting System, Inc.）の頭文字に由来する。
略称が同じである日本のTBSテレビ（TBS）とは関係がない。

## 主な番組
- メジャーリーグベースボール中継（Major League Baseball on TBS）※主にポストシーズンを中継（レギュラーシーズンを中継することはほとんどない）
- ナショナルホッケーリーグ中継
- AEWダイナマイト（プロレス中継）
- コナン
- NCAA男子マーチマッドネス（2016年以降偶数年にてファイナルフォー（準決勝・優勝戦）を放送）
- ロペス・トゥナイト（放送終了）